# Strela 10
9K35 Strela-10 je sovjetski mobilni protivavionski sistem kratkog dometa, NATO naziv mu je SA-13 Gopher, koji služi za zaštitu kopnenih snaga.
Sistem protivvazdušne odbrane dizajniran je da kontroliše vazdušni prostor koristeći optičko-elektronski sistem (u ranim verzijama koristio je optički nišan) i uništavanje otkrivenih vazdušnih ciljeva na malim visinama. Usvojen je od strane Oružanih snaga SSSR-a 1976.

## Istorija stvaranja sistema Strela-10
Dana 24. jula 1969. godine., u skladu sa rezolucijom Centralnog komiteta i Saveta ministara SSSR-a, započet je razvoj kompleksa 9K35 Strela-10SV. Kompleks je nastao u Birou za dizajn preciznog inženjeringa sekvencijalnom modernizacijom i modifikacijom sistema protivraketne odbrane 9K31 Strela-1...
Od januara 1973. Prema rezultatima testova, pojavilo se pitanje o ekspeditivnosti usvajanja ovog kompleksa. Prema rečima predstavnika glavne raketno-artiljerijske direkcije Ministarstva odbrane SSSR-a i projektanata sistema protivraketne odbrane, ona je ispunila sve uslove. Međutim, prema rečima predsednika komisije, kompleks nije ispunio sve uslove. Iznete su tvrdnje da verovatnoća pogotka jednom raketom u metu je jako mala prilikom nadolazećih aviona na visinama do 100 metera, kao i na preko 2000 metara ako radi u infracrvenom modu detekcije aviona. Bilo je komentara o plasmanu takve opreme (jer tada nije zadovoljavala neke osnovne kriterijume) i pogodnosti izvođenja radova borbene posade sa tim oružjem. Takođe je bilo govora o činjenici da je istovremeno razvijana protivavionska raketa za sistem "Tunguska",stvaranje jednostavnijeg raketnog sistema, po redosledu daljeg razvoja kompleksnog tipa "Strela-1" ocenjeno je kao ekspeditivno sa ekonomske tačke gledišta. Takođe je uzeto u obzir taktička svrha takvog sistema protivraketne odbrane kao dodatak "Tunguskoj", sposobnoj da osigura uništenje nisko letećih ciljeva,  kao i iznenada nadolazećih ciljeva, u komplikovanim situacijama radiofrekventnog ometanja kao i višestrukim vazdušnim napadima.
Kao rezultat svega toga, doneto je kompromisno rešenje od nadležne komisije, da je sistem protivvazdušne odbrane 9K35 preporučen za usvajanje u službu vojske SSSR-a, nakon eliminacije komentara. Do 1976. komentari su eliminisani i kompleks je ponovo testiran, nakon čega je usvojen u naoružanje.
Razvoj sistema nastavljen je tokom godina kroz Strela-10M, -10M2 i -10M3 varijante koje su između ostalog unapredile radio komunikacije i obezbeđivanje bolje integracije u sovjetski integrisani sistem vazdušne odbrane. Takođe su razvijene unapređene rakete (9M37M i 9M333) i do septembra 2007.
Oružane snage Rusije dobiće do 2016. godine 72 napredna mobilna protivavionska raketna kompleksa kratkog dometa "Strela-10M4". Ruske vazdušno-desantne trupe su 2014. dobile prvu grupu od 18 vozila "Strela-10M4". Modernizacija opreme produžava je "život" sistema protivraketne odbrane na 3–5 godina.
Strela-10M će, kako se očekuje, biti zamenjen protivavionskim sistemom Sosna. Sistem je baziran na MT-LB šasiji koja se sastoji od 2x6 Sosna-R 9M337 (SA-24) raketa sa dometom od 10 km i visinom od 5 km.

## Razvoj
Razvoj je počeo u julu 1969. Da bi se sistemu dala povećana taktička mobilnost, MT-LB tenk je izabran kao platforma za oružje umesto oklopnog vozila BRDM-2, koji je pružao više prostora u svojoj unutrašnjosti i prostor potreban za smeštaj uređaja za IC praćenje. Tako nadograđeni sistem je učinio prikolicu preteškom da bi bila stabilna u vodi i zbog toga nije bila amfibijska sve do nadogradnje 1980. godine kada je bila opremljena plutanjem.
Originalni sistem 9M37 testiran je 1973,  a ušao je u operativnu upotrebu vojske SSSR-a 1976. godine.
Godine 1977. počeo je razvoj sistema sa autopilotima i osetljivijim pronalascima meta koji su dali veću verovatnoću pogodaka. Posle mnogih testiranja taj sistem, je naručen 1979. godine.
Godine 1979. i 1980. sproveden je program modernizacije oružja. Između ostalog, strelac je sada mogao da prima neprekidna ažuriranja meta sa izviđačkih radara.
Od 1983. do 1986. razvijen je potpuno novi sistem za Strelu-10. Sistem, nazvan 9M333, imao je novi ciljni zum objektiv sa uvećanjem 1,8-3,75, što je povećalo mogućnost zaključavanja malih ciljeva na dužim rastojanjima. Tragač za metom je takođe imao dodatni kanal za smanjenu osetljivost. 9M333 je takođe imao novu cev sa laserom.

## Operativnost sistema
Sistem Strela-10 se sastoji od nosača oružja, obično MT-LB tenka, ali postoji i izvozna verzija za oklopna borbena vozila BTR Serije. Nosač oružja je opremljen postoljem sa četiri lansirne cevi na isti način kao Strela-1. Sistem je takođe kompatibilan da može da koristi i rakete sa strele-1 9M31.
Jedna od razlika u odnosu na Strela-1 je u tome što na postolju ima mesta za radar 9S86 između dve srednje lansirne cevi. Takođe 9A35 ima isti radar 9S16 kao i strela-1.
Sistem ima infracrveni nalazač cilja sa dva kanala; takođe ima kontrast fotografija kao što je njihov prethodnik Strela-1, i senzor toplote, sličan onom koji se nalazi u 9K34 Strela-3. Tragač za toplotom se hladi azotom iz boce pod pritiskom. Senzor foto kontrasta je zadržan kao rezervni sistem ako sistem nema vremena da ispali raketu dok je tragač za toplotom hladan.

## Sastav
Struktura protivavionskog raketnog sistema odbrane obuhvata:

### 9A35
Glavni element kompleksa je borbeno vozilo koje je zasnovano na guseničnoj šasiji vozila MT-LB. U poređenju sa sistemom protivraketne odbrane 9K31 Strela-1, postoji povećani set municije (4 rakete na lanseru i 4 dodatne rakete u odeljku borbenog vozila).
Vozilo ima nizak specifičan pritisak na tlo, što mu omogućava da se lako kreće putevima, močvarama, snegu, peščanom terenu, pored toga automobil može i da pliva (kao amfibija). Šasija ima nezavisno vešanje torzionih traka i pruža visoku glatkoću vožnje, stoga povećava preciznost ispaljenja raketa i trajnost lansera. Pored 4 rakete postavljene na lanser, borbeno vozilo vam omogućava da transportujete dodatne 4 rakete.

### 9M37
Glavno razlika u odnosu na prethodni sistem je ta što raketa 9M37 je napravljena na čvrsto gorivo. Raketa radi u režimu dvostrukog kanala i pruža smernice proporcionalnim načinom navigacije. Režim kontrasta fotografija se koristi kao glavni, a kao rezervni koristi se infracrveni režim navođenja, koji obezbeđuje ispaljivanje rakete na cilj, čak i u uslovima radio elektronskog ometanja na nadolazeće ciljeve. Prilikom korišćenja ICGSN-a za njegovo hlađenje, koristi tečni azot koji je u telu raketnog kontejnera, tako da je praćenje cilja izvršeno samo u fotokontrast modu, a neposredno pre lansiranja rakete operater-nišandžija je doneo odluku o dodatnoj upotrebi ICGSN-a, u zavisnosti od uslova vizuelnih smetnji. Ako je ICGSN korišćen, ali je lansiranje otkazano, onda ICGSN više nije mogao ponovo da se koristi zbog nedostatka azota.
U poređenju sa 9M31SAM, 9M37 je opremljen efikasnijom bojevom glavom, opremljenom ne-kontaktnim i kontaktnim osiguračem. U slučaju promašaja, raketa se samouništava, jer ima dodatni upaljač, koji se automatski aktivira u slučaju da raketa promaši cilj.

### ZKR 9M333
Raketa zemlja-vazduh 9M333, razvijena je osamdesetih godina a namenjena je da zameni prethodnu verziju 9M37.
"Strela 9M333 ZKR je dizajniran tako da uništi u bilo koje doba godine određeni broj aviona, helikoptera, dronova, zatim krstarećih i balističkih raketa u uslovima upotrebe snažnog radio elektronskog ometanja. Raketa ima tri režima rada glave: fotokontrastni, infracrveni mod i mogućnost zaključavanja malih ciljeva na dužim rastojanjima, što je njena najvažnija prednost u odnosu na druge rakete ove klase. ZKR 9M333 vam omogućava da pucate po principu "pucaj i zaboravi".
U decembru 2020. godine, fabrika "Kalašnjikov" je objavila završetak testova rakete Strela 9M333 i početak njihove serijske proizvodnje.

### Oprema za procenu zona 9S86 (AOZ)
Za određivanje položaja cilja i automatsko izračunavanje uglova preventivnog lansiranja rakete 9K35, koristi se oprema za procenu zona, koja predstavlja milimetarski merač radio-dužine.

## Opis

### Povezani sistemi i vozila
9K35 je sistem sa elektro-optičkim navođenjem. Ima mogućnost korišćenja radara za ciljno preuzimanje i domet. Neka vozila imaju  montirani PKT 7.62 mm mitraljez ispred prednjeg otvora za lokalnu zaštitu. Druga vozila su viđena sa dodatnim sistemima za podršku. Sledi lista prateće opreme:
- 9A34M2, 9A34M3-K: lansirno vozilo 9S86 gde je radar smešten između dva para raketnih lansera i gde je maksimalni domet radara od 450 do 10.000 m.
- 9A35M2, 9A35M3-K: lansirno vozilo 9S16 je pasivni sistem za detekciju radara koji daje azimut od 360° i minimalnu pokrivenost podizanjem od 40°
- Simulator obuke 9F624 i 9F624M
- 9S482M7 Kontrolni post.
- 9U111: 1.950 kg teška prikolice gde je montiran 12 kW generatorska jedinica, dizajnirane da napaja kablom do četiri 9A35M2, 9A35M3-K ili 9A34M2, 9A34M3-K lanser vozila na udaljenosti do 30 m, dok obavljaju operacije održavanja ili obuke.
- 9V839M: vozilo za odjavu sistema
- 9V915M, 9V915M-1: vozilo tehničkog održavanja
- MT-LBU "DOG EAR" F/G-band target akvizicioni radar (maksimalnog dometa 80 km/50 milja)
- Ranzhir-M 9S737М (GRAU oznaka 9S737); je mobilni komandni centar za mešovito grupisanje snaga protivvazdušne odbrane, kao što su Tor, Tunguska, Strela-10 i Igla[14].

### Rakete
Sistem Strela-10 prvobitno je dizajniran da koristi raketu 9M37 kao svoje primarno naoružanje, ali je njegov lansirni sistem dizajniran da bude kompatibilan sa raketom 9M31M ranijeg sistema 9K31 Strela-1 (SA-9 "Gaskin").
Svaka raketa od 9M37 je dugačka 2,2 m (7,2 ft) teška 40 kg (88 funti) i nosi bojevu glavu od 3,5 kg (7-15 funti). Maksimalna brzina projektila je blizu 2 Maha, raspon dejstva raketa je od 500...800 do 5000 m (0,3–3 milje) a visina dejstva raketa je između 10 i 3500 m (33-11.500 ft). (Opsezi definišu zonu presretanja ciljeva, minimalna i maksimalna rastojanja lansiranja su duža za približavanje i kraća za povlačenje ciljeva, u zavisnosti od brzine cilja, visine i pravca leta.)
Četiri rakete montiraju se na kupolu u kutijama, spremne za lansiranje, a još osam se prenosi unutar vozila kao teret. Pretovar traje oko 3 minuta.
9M37 je brzo zamenjen sa neznatno unapređenim 9M37M (glavno poboljšanje je bilo u efikasnijem sistemu autopilota za kontrolu putanje raketnog leta), a kasnije i značajnije unapređenim 9M333, koji je uveo:
- teža bojeva glava unapređenog dizajna
- novo fuzionisanje sa laserom od 8 zraka sa velikom verovatnoćom pogodaka veoma malih ciljeva, kao što su krstareće rakete ili bespilotne letelice
- trostruki kanalski sistem navođenja za bolje odbijanje elektronskih sistema za ometanje, čime je raketa daleko sigurnija i imuna je na elektronska ometanja.
- poboljšan motor kako bi obezbedio slične performanse uprkos blagom povećanju dužine i težine projektila.

Sve rakete 9M31M, 9M37, 9M37M i 9M333 – opremljene su optičkim glavama koje koriste fotokontrast baziran na infracrvenom navođenju. Kako se navodi, 9M333 ima posebno dobar otpor protivmera zbog svoje trostruko-kanalne glave, dok je fotokontrast kanal 9M37/9M37M opisan kao rezervni metod za IC kanal.
Sve glavne varijante – Strela-10SV, Strela-10M, Strela-10M2 i Strela-10M3 – mogu da koriste sve pomenute tipove raketa.
Glavne karakteristike raketa navedene su u tabeli ispod, na osnovu izvornog broja, osim ako nije drugačije naznačeno. Za poređenje podataka za najbliži zapadni ekvivalent, obezbeđen je i nešto veći i teži MIM-72.
Kako fotokontrast kanal pruža efektivnu sposobnost direktnog angažovanja, domet paljbe u odnosu na cilj koji se približava može biti znatno duži od maksimalnih opsega navedenih iznad, isto tako maksimalni domet paljbe bio bi znatno manji od maksimalnog opsega uništavanja cilja u odnosu na cilj koji se povlači. Definicija opsega i efektivna tavanica za MIM-72 nije poznata i cifre se stoga ne mogu direktno uporediti.
| Sistem                                                     | 9K31 Strela-1M              | 9K35 Strela-10                                                                        | 9K35M Strela-10M3-K                                                                   | 9K35M Strela-10M4                                     | MIM-72A                                                      | MIM-72G                                                                                              |
| Projektil                                                  | 9M31M                       | 9M37                                                                                  | 9M37M                                                                                 | 9M333                                                 | MIM-72A                                                      | MIM-72G                                                                                              |
| ---------------------------------------------------------- | --------------------------- | ------------------------------------------------------------------------------------- | ------------------------------------------------------------------------------------- | ----------------------------------------------------- | ------------------------------------------------------------ | --- |
| godina upoznavanja                                         | 1971                        | 1976                                                                                  | 1981                                                                                  | 1989                                                  | 1967                                                         | 1982/1990(*)                                                                                         |
| prečnik [mm]                                               | 120                         | 120                                                                                   | 120                                                                                   | 120                                                   | 127                                                          | 127                                                                                                  |
| dužina [mm]                                                | 1803                        | 2190                                                                                  | 2190                                                                                  | 2 230                                                 | 2900                                                         | 2900                                                                                                 |
| težina [kg]                                                | 32                          | 40                                                                                    | 40                                                                                    | 42                                                    | 86                                                           | 86                                                                                                   |
| bojeva glava (HE) [kg]                                     | 2.6                         | 3                                                                                     | 3                                                                                     | 5                                                     | 11                                                           | 12.6                                                                                                 |
| upaljač                                                    | udarni i blizinski          | blizinski + udarni                                                                    | blizinski + udarni                                                                    | blizina aktivacije određuje laser sa 8 zraka + udarni | udarni + radar određuje blizinu objekta i aktivira eksploziv | udarni + usmeren dopler radarska blizinska aktivacija rakete                                         |
| glava tragača                                              | AM-modulirani fotokontrast) | Dva-kanala: 1) AM-modulirani fotokontrast (ohlađen PbS),, 2) FM-moduliran nekooled IR | Dva-kanala: 1) AM-modulirani fotokontrast (ohlađen PbS),, 2) FM-moduliran nekooled IR | Tri kanala: 1) fotokontrast, 2) IR, 3) IRCCM kanal    | ohlađeni IC od AIM-9D sposobnost prednje hemisfere           | dva-kanala: 1) ohlađeni svi aspekti IR-a,, 2) UV (prednja-hemisfera / dalekometnog navođenja + IRCCM |
| Min. opseg uništavanja cilja [km]                          | 0.8                         | 0.8                                                                                   | 0.8                                                                                   | 0.8                                                   | ?                                                            | ? |
| Max. opseg uništavanja cilja [km]                          | 4.2                         | 5.0                                                                                   | 5.0                                                                                   | 5.0                                                   | 6..9 (izvori se razlikuju)                                   | 6..9 (izvori se razlikuju)                                                                           |
| Min. visina presretanja [m]                                | 30                          | 25                                                                                    | 25                                                                                    | 10                                                    | 15                                                           | 15                                                                                                   |
| Max. visina presretnutog cilja [m]                         | 3000..3500                  | 3500                                                                                  | 3500                                                                                  | 3500                                                  | 3000                                                         | 3000                                                                                                 |
| brzina [m/s]                                               | 420                         | 517                                                                                   | 517                                                                                   | 517                                                   | 515 (1.5 Mah)                                                | 515 (1.5 Mah)                                                                                        |
| ciljna maksimalna brzina [m/s]: približavanje / povlačenje | ?                           | 415/310                                                                               | 415/310                                                                               | 415/310                                               | ?                                                            | ? |

(*) Ugovor za proizvodnju sistema MIM-72G dogradnjom novih komponenti dodeljen je krajem 1982. godine, pri čemu su sve rakete u američkoj službi nadograđene do kasnih 1980-ih. Nova proizvodnja raketa MIM-72G počela je 1990. godine.

## Modifikacije sistema Strela-10

### 9K35M Strela-10M
Glavna razlika između osnovnog sistema i unapređene verzije bila je u glavi za navođenje rakete 9K37M. Novi uređaj bi izabrao cilj i bio bi imun na sve vrste elektronskog ometanja.
Sistem se 1980.god. počeo proizvoditi u tadašnjem SSSR-u, a u drugoj polovini osamdesetih nakon opsežnog testiranja nadgledanog od strane Sovjeta, kupljeno je za potrebe JNA 18 vozila. Raspadom JNA ova vozila su se nasla u inventaru Vojske Jugoslavije, i to uvek u sastavu 453.oklopne (mehanizovane) brigade u Sremskoj Mitrovici. Formiranjem Vojske Srbije formalno ulaze u sastav 1.brigade KoV-a, i ostaju na istoj lokaciji.
Sistem čine samohodno lansirno oruđe 9A35 sa pelengatorom ili bez njega 9A34 i samonavodeće IC rakete 9M37M. Svi elementi su smešteni na amfibijskom guseničnom transporteru MT-LB, koji štiti posadu od puščane municije i fragmenata artiljerijskih projektila. Iz marševskog u borbeni položaj prelazi za 20s. Posada je tročlana. Radiopelengatorom može otkrivati ciljeve do 40 km i identifikovati ih na 12,5 km. Sistem je jednokanalan po cilju i četvorokanalan po raketi i omogućava uništenje ciljeva u odlasku i dolasku na daljinama od 800 do 5.000 m i visinama od 25 do 3.500 m. Raketa je mase 39,2 kg i može dejstvovati po ciljevima brzine do 417 m/s (310 m/s u odlasku) Opremljena je razorno-parčadnom bojevom glavom mase 3 kg i udarno-blizinskim upaljačem. Strela-10, može dejstvovati i iz pokreta do 30 km/h ili tokom plovljenja 5–6 km/h. U slučaju potrebe mogu biti korišćene i rakete sa sistema Strela-1M.
Karakteristike:
- Raketa 9M37M
- Kalibar 120 mm
- Masa rakete 39,2 kg
- Sa kontejnerom 70 kg
- Masa bojne glave 3 kg
- Max. brzina leta 700 m/s
- Srednja marševska brzina 550 m/s
- Dužina 2.190 mm
- Razmah krilca 360 mm
- Sistem vođenja pasivno, na osnovu kontrasta cilja na fonu neba i infracrveno samonavođenje.

### 9K35M2 Strela-10M2
Kompleks je nastao odlukom GRAU (Glavna raketno-artiljerijska direkcija Ministarstva odbrane) i MOP-a. Razlog je bila potreba da se poveća stepen automatizacije borbenog rada kompleksa. Glavna razlika bila je dostupnost opreme za automatizovani prijem i implementaciju da sa komandnog mesta komandira baterija PU-12M, može da dobija obaveštenja sa kontrolne tačke šefa protivvazdušne odbrane puka kao i sa radara za otkrivanje. Takođe poboljšanja su napravljena sa bočnih strana borbenog vozila gde su ugrađene poliuretanske pene radi mogućnosti prevazilaženja vodenih prepreka sa kompletnim setom raketa i mitraljeza. Kompleks je usvojen 1981 godine.

### 9K35M3 Strela-10M3
Prema odluci Saveta ministara SSSR-a od 1. aprila 1983. godine, započet je razvoj dalje modernizacije sistema protivraketne odbrane Strela-10. Novi kompleks trebalo je efikasnije da se bori protiv vizuelno vidljivih niskoletećih aviona i helikoptera u okruženju gde se događaju intenzivne optičke smetnje. Godine 1989, posle testova, kompleks je stavljen u službu, jer je zadovoljio sve tražene zahteve.
Zahvaćena oblast:
- visina: od 25 do 3500 m
- domet: 800 do 5000 m

Verovatnoća pogotka mete sa 1 projektilom je: 0,3-0,6

### 9K35M4 Strela-10M4
Kompleks uključuje termalni sistem za obradu slika ASC. Spektralni opseg termalnog kanala za obradu slika je 3-5 μm. Sistem protivvazdušne odbrane vam omogućava da pucate po principu "pucaj-zaboravi". Naoružanje se sastoji od 8 raketa 9M333 SAM (9M37M, 9M37MD). Ciljna brzina se kreće do 420 m/s 

### Strela-10MN
Ruska modifikacija za modernizaciju kompleksa "Strela-10M", "Strela-10M2" i "Strela-10M3", sastojala se u tome što su rakete opremljene termalnim sistemom za obradu slika, automatskim ciljnim aparatom za hvatanje, praćenje i skeniranje ciljeva, kao i blokiranje zahvaćenog cilja. Ovaj sistem je ušao u upotrebu Ruske armije od 2015. godine.

### Strela-10T
Beloruska modifikacija, koju je razvio NPO Tetraedr na bazi Strela-10M2. Kompleks je opremljen optoelektronskim sistemom ECO-1TM, digitalnim računarskim sistemom i GPS navigacionom opremom. Kompleks se može postaviti i na borbena vozila točkaša, a ne samo guseničara.

### Strela-10BM2
Beloruska modifikacija koju je razvio LLC "BSVT - nove tehnologije" na šasiji MT-LB, opremljena četvoronožnom  toplotno-televizijskom optoelektronskom stanicom (ECO) "Strizh-M2", koja borbenom vozilu pruža mogućnost non-stop rada (danonoćno) u uslovima nedovoljne optičke vidljivosti. Najveći domet otkrivanja ciljeva, poput helikoptera ili aviona, je 20.000 metara, a realno je od 7.000 do 10.000 metara. Upotreba pasivnog sistema detekcije, praćenja i navođenja omogućava da sistem protivvazdušne odbrane Strela-10BM2 vidi i stelt avione. Protivavionski raketni sistem naoružan je sa dve vrste raketa sa poluaktivnim i pasivnim navođenim glavama, što omogućava ne samo pogađanje raznih vrsta ciljeva, uključujući bespilotna letilice, već ga čini izuzetno otpornim za vazdušnog neprijatelja koji koristi opremu za elektronsku zaštitu aviona. Prisustvo GLONASS/GPS prijema/predajnika, geomagnetnog senzora u sistemu protivraketne odbrane Strela-10BM2 smanjuje pripremu borbenog vozila za rad za više od sedam puta u odnosu na sistem 9K35M Strela-10M. Pored toga, protivavionski raketni sistem opremljen je digitalnom radio stanicom R-181-50T, koja pruža sigurnu komunikaciju u složenoj situaciji radio elektronskog ometanja. Raspon operativne frekvencije radio stanice je od 30 do 108 MHz.

### S-10MJSava
Srpska modifikacija je tekla tako da je nakon nabavke sistema Strele-10, pristupilo se razvoju domaće varijante tog sistema. Tokom razvoja postignuta su određena poboljšanja u odnosu na original. Najveća razlika je u tome da je lansirni sistem ugrađen na modifikovani BVP M-80A. Nešto veće dimenzije ovog transportera omogućila su dodatni prostor za posadu i uređaje. Borbeni komplet je povećan na 10 raketa (6 u vozilu). Za raketu je razvijena nova efikasnija bojeva glava sa velikim brojem čeličnih šipki, koje se nakon detonacije radijalno šire i velikom kinetičkom energijom dejstvuju po cilju. Nažalost početkom devedesetih projekat je napušten, zbog sveopšte situacije u zemlji.

### SAM 9M333
Novi SAM za komplekse Strela-10, kao i 9M37, napravljen je po novoj aerodinamičkoj šemi. Raketa je opremljena motorom povećane efikasnosti i produžen je kontejner za lansiranje rakete. Projektil takođe ima novu glavu za navođenje, autopilot i bojevu glavu. Novi GOS ima tri režima rada, pored infracrvenog i foto kontrasta, postoji režim buke. Autopilot obezbeđuje stabilniji rad i bolju kontrolu rakete. Nova bojeva glava ima masu od 5 kg (umesto 3 kg na 9M37 SAM). Verovatnoća pogađanja ciljeva povećana je zbog povećanog eksplozivnog punjenja. Dužina rakete je povećana na 2,23 m. Kao i raketa 9M37, raketa 9M333 može da se koristi u svim modifikacijama kompleksa Strela-10.

## Karakteristike
- Dužina vozila: 6600 mm
- Širina vozila: 2860 mm
- Masa vozila: 12300 kg
- Visina vozila:
  - u hodnom položaju: 2300 mm
  - u bojom položaju: 3800 mm
- Maksimalna brzina:
  - po asfaltiranoj cesti: do 61 km/h
  - po terenu: do 30 km/h
  - po vodi: 5–6 km/h
- Borbeni komplet: 8 raketa (4 na lanseru i 4 u vozilu)
- Borbene karakteristike:
  - mogućnost gađanja s mesta ili iz pokreta pri brzini do 30 km/h
  - mogućnost rada centralizovano i autonomno
  - otkrivanje cilja i navođenje na cilj: osmatrački radar, sistem za prenos informacija, optički senzori (TV i termovizijska kamera) na lanseru
  - merenje parametara cilja: daljina, radijalna i ugaona brzina, zona lansiranja (radarski daljinomer, pogoni lansera i centralni računar)
  - mogućnost korišćenja više vrsta raketa (9M311M, 9M37, 9M37M ili 9M333)
  - samonavođenje na cilj IC/fotokontrast sa selekcijom stvarnog cilja
  - uništenje cilja: b/g s direktnim i laserskim blizinskim upaljačem
  - visina cilja: 25—3.500 m (0,016—2,175 mi)
  - kosa daljina: 5.000 m (3,1 mi)
  - brzina cilja u susretu: do 1.500 km/h (Mach 1,2)
  - brzina cilja u odlasku: do 1.100 km/h (Mach 0,90)
  - brzina rakete: 500 m/s (Mach 1,5)
  - težina rakete: 75 kg (165 lb)
  - verovatnoća da pogodi metu jednom raketom - 0,5 - 0,6
  - vreme prenosa sistema protivraketne odbrane sa marširajuće pozicije na borbenu poziciju je 20 sekundi
- Posada: 3 člana

## Zemlje korisnici ovog sistema Strela-10
- Avganistan (NN) SA-13 Gopher,
- Angola 10 kom. 9K35
- Azerbejdžan 54 kom. 9K35
- Belorusija (NN) 9K35
- BiH 1 kom 9K35M3
- Bugarska 20 kom 9K35
- Češka(NN) 9K35
- Gruzija (NN) 9K35M
- Hrvatska 10 kom 9K35M
- Indija 250 kom. 9K35
- Jemen (NN) 9K35
- Jermenija 48 kom. 9K35
- Jordan 92 kom. 9K35
- Kazahstan 50 kom. 9K35
- Kuba 200 kom. 9K35
- Liban
- Libija (NN) 9K35
- Makao 8 kom. 9K35
- Mongolija
- Rusija 480 kom. 9K35M3
- Severna Koreja (NN) 9K35
- Severna Makedonija 8 kom. 9K35
- Sirija 35 kom. 9K35
- Slovačka 40 kom. 9K35
- Srbija 5 kom. 9K35M
- Turkmenistan 13 kom. 9K35M
- Turska 13 kom. 9K35M
- Ukrajina 150 kom. 9K35 [24]
- Vijetnam 20 kom. 9K35

## Borbena upotreba

### Angolski građanski rat
20 februara 1988, 31-godišnji major Edvard Ričard Svako iz 1. eskadrile SAAF-a je ubijen u akciji kada je njegov Miraž F1AZ (serijski 245), oboren kubanskom raketom zemlja-vazduh Strela-10 u Kuatiru (u blizini Menongue) dok je bio u operativnom napadu iznad Južne Angole.

### Operacija Pustinjska oluja
Veruje se da je tokom operacije ukupno 27 koalicionih aviona pogođeno iračkim protivvazdušnim sistemima, što je rezultiralo ukupno 14 gubitaka aviona. Neki od gubitaka aviona oboreni su na licu mesta, dok su drugi, kao što je OA-10A 77-0197, uspeli da se vrate do baze ali su prilikom prinudnog sletanja pali, jer su prethodno bili prilično oštećeni. Dok su drugi i dalje bezbedno sleteli kao na primer ovaj OA-10A 77-0197 (to je samo jedan od primera, a ima ih dosta), ali su i oni kasnije bili otpisani jer su njihova oštećenja bila baš velika, tako da je njihov remont bio nerentabilan.
Veruje se da su najmanje dva gubitka aviona A-10 Tanderbolt II bili posledica pogodaka Strela-10, oni su pogođeni jedan za drugim u istoj akciji. Avion pilota poručnika Roberta Svita je pogođen i on se katapultirao i biva zarobljen od strane iračke armije. Drugi njegov kolega pilot Stiven Filis koji je leteo na avionu  A-10A 79-0130, on je pokušao da ga zaštiti, ali je i on takođe pogođen, kako se veruje projektilom iz Strela-10. Filis je tom prilikom nastradao, u pokušaju da spase svog kolegu.

### Građanski rat u Siriji
Američke, britanske i francuske snage su 14. aprila 2018. godine, lansirale baraž od 105 krstarećih raketa vazduh-zemlja usmerenih na osam lokacija u Siriji. Prema ruskom izvoru, pet raketa "Strela-10" lansiranih kao odgovor uništilo je tri dolazne rakete. Međutim, Američko ministarstvo odbrane navelo je na dnevnom brifingu za novinare da nisu oborene savezničke rakete.

### Sukob na Nagorno-Karabahu 2020
Jermenska protivvazdušna odbrana koristila je raketne sisteme Strela-10 tokom sukoba u rejonu Nagorno-Karabaha 2020. godine. Tokom prvih dana rata, došlo je do uništenja najmanje 3 sistema Strela-10, koje su uništili naoružani dronovi Bajraktar TB2, to se moglo videti na nekoliko video snimaka koje je objavila azerbejdžanska vojska.

### Građanski rat u Ukrajini
U oružanom sukobu u istočnoj Ukrajini, koristili su ovaj sistem sve zaraćene strane

### NATO agresija na SR Jugoslaviju 1999. godine
Na Kosovu su dva aviona A-10 pogodili srpski sistemi Strela-10. Oba aviona su se uspešno vratila u bazu uprkos velikim oštećenjima zbog dejstva srpske protivvazdušne odbrane i posle popravke su se vratila u službu.

## Slike
- Borbeno vozilo 9A34 na obuci sa vojnicima 4. odvojene garde Tenkovske Kantemirove brigade nazvane po Y. V. Andropovu

- 9A35 Borbeno vozilo u Tenkovskom biatlonu 2014

## Spoljašnji linkovi
- Медији везани за чланак 9K35 Strela-10 на Викимедијиној остави
- (језик: руски) „Зенитный ракетный комплекс 9К35 "Стрела-10СВ" (SA-13 Gopher)”. Сайт "Вестник ПВО". Приступљено 2010-10-17.
- (језик: енглески) Opis na www.globalsecurity.org
- (језик: руски) Opis na www.new-factoria.ru
- (језик: српски) Video - Nova verzija raketnog sistema PVO Strela-10M
- (језик: српски) Video - 9K35 Strela-10 u Vojsci Srbije
- (језик: српски) Video - 1. brigada KoV VS - Strela-10M